# 2024년 하계 올림픽 산마리노 선수단
2024년 하계 올림픽 산마리노 선수단은 2024년 7월 26일부터 8월 11일까지 프랑스 파리에서 열린 2024년 하계 올림픽에 참가한 올림픽 산마리노 선수단이다. 이번 하계 올림픽은 산마리노의 16번째 하계 올림픽 출전이다.

## 출전 선수
| 종목   | 남자 | 여자 | 전체 |
| ------ | ---- | ---- | ---- |
| 레슬링 | 1    | 0    | 1    |
| 사격   | 0    | 1    | 1    |
| 수영   | 1    | 0    | 1    |
| 양궁   | 0    | 1    | 1    |
| 육상   | 0    | 1    | 1    |
| 전체   | 2    | 3    | 5    |

## 메달 집계
| 종목 | 1 | 2 | 3 | 합계 |
| 종목 | ' | ' | ' | '    |
| 종목 | ' | ' | ' | '    |
| 종목 | ' | ' | ' | '    |
| 합계 | ' | ' | ' | '    |

## 종목별 성적

### 레슬링
남자
- 마일스 아민

### 사격
여자
- 알레산드라 페릴리

### 수영
남자
- 로이스 비안키

### 양궁
여자
- 조르자 체사리니

### 육상
여자
- 알레산드라 가스파렐리

## 같이 보기
- 2024년 하계 올림픽